# ديك كامبل (مغني)
ديك كامبل (بالإنجليزية: Dick Campbell)‏ هو مغني ومغن مؤلف أمريكي، ولد في 25 يناير 1944، وتوفي في 25 أبريل 2002.

## وصلات خارجية
- الموقع الرسمي
- ديك كامبل على موقع ميوزك برينز (الإنجليزية)
- ديك كامبل على موقع ديسكوغز (الإنجليزية)